# Neocryptodiscus ammophilus
Neocryptodiscus ammophilus är en flockblommig växtart som först beskrevs av Aleksandr Andrejevitj Bunge, och fick sitt nu gällande namn av Ian Charleson Hedge och Lamond. Neocryptodiscus ammophilus ingår i släktet Neocryptodiscus och familjen flockblommiga växter. Inga underarter finns listade i Catalogue of Life.